# Прогестерон
Прогестеро́н (C21H30O2) — Эндогенный стероид и прогестагенный половой гормон, оказывающий влияние на менструальный цикл, беременность и эмбриональное развитие у человека и других видов. Он принадлежит к группе стероидных гормонов, называющихся прогестагенами, и является главным прогестагеном в организме. Прогестерон выполняет множество важных функций в организме. Он также является ключевым метаболическим промежуточным звеном в производстве других эндогенных стероидов, включая половые гормоны и кортикостероиды, и играет важную роль в функционировании мозга в качестве нейростероида.
Помимо своей роли естественного гормона, прогестерон также используется в качестве лекарства, например, в комбинации с эстрогеном для контрацепции, для снижения риска рака матки или шейки матки, а также в гормональной терапии менопаузы и гормональной заместительной терапии (ГЗТ) в тех случаях, когда у женщины были удалены яичники. Впервые он был прописан в 1934 году.

## Биологическая активность
Прогестерон самый важный прогестаген в организме. Будучи мощным агонистом ядерного рецептора прогестерона (nPR) (с аффинностью Kc = 1 нМ), результирующее воздействие на рибосомную транскрипцию играет важную роль в регуляции женской репродукции. Кроме того, прогестерон является агонистом недавно обнаруженных прогестероновых мембранных рецепторов, экспрессия которых оказывает регулирующее воздействие на репродуктивную функцию (созревание ооцитов, роды и подвижность сперматозоидов), а также на развитие рака, однако необходимы дополнительные исследования для дальнейшего определения его ролей. Он также выступает в роли лиганда PGRMC1 (мембранный рецептор прогестерона 1), влияющего на развитие опухолей, регуляцию метаболизма и контроль жизнеспособности нервных клеток. Кроме того, известно, что прогестерон является антагонистом σ1-рецептора, отрицательным аллостерическим модулятором никотинового ацетилхолинового рецептора, и мощным антагонистом минералокортикоидного рецептора (МР). Прогестерон предотвращает активацию МР, связываясь с этим рецептором с аффинностью (сродством), превышающим даже альдостерон и глюкокортикоиды, таких как кортизол и кортикостерон, и при физиологических концентрациях производит антиминералокортикоидные эффекты, такие как естественный натрийурез.
К тому же, прогестерон связывается и ведёт себя как частичный агонист глюкокортикоидного рецептора (GR), хотя и c очень небольшой силой (EC50 >100-раз меньше, чем у кортизола).
Прогестерон через свои нейростероидные активные метаболиты, такие как 5α-дигидропрогестерон и аллопрегнанолон, действует опосредованно в качестве положительного аллостерического модулятора ГАМКА-рецептора.
Прогестерон и некоторые его метаболиты, такие как 5β-дигидропрогестерон, являются агонистами прегнан-X-рецептора (PXR), хотя и слабыми (EC50 >10 µM). Соответственно, прогестерон индуцирует несколько ферментов цитохрома P450 печени, например, CYP3A4 (цитохром P450 3A4), особенно во время беременности, когда его концентрации больше, чем обычно. Было установлено, что женщины в перименопаузе имеют большую активность CYP3A4, чем у мужчин и женщинами в постменопаузе, и было сделано заключение, что это может быть связано с высоким уровнем прогестерона, присутствующим у женщин в пременопаузе.
Прогестерон модулирует активность потенциал-управляемых каналов Ca2 + CatSper (катионные каналы сперматозоидов). Поскольку яйцеклетки выделяют прогестерон, сперматозоиды могут использовать прогестерон как маяк, чтобы плыть к яйцеклетке (хемотаксис). В результате было высказано предположение, что вещества, которые блокируют сайт связывания прогестерона на каналах CatSper, потенциально могут быть использованы в мужской контрацепции.

## Биологические функции

### Гормональное взаимодействие
Прогестерон обладает рядом физиологических эффектов, которые усиливаются в присутствии эстрогенов. Эстрогены через рецепторы эстрогена (ЭР) индуцируют или повышают экспрессию рецепторов прогестерона. Одним из примеров этого является ткань молочных желёз, где эстроген позволяет прогестерону опосредовать лобулоальвеолярное развитие.
Повышенные уровни прогестерона сильно снижают активность альдостерона, удерживающего натрий, что приводит к натрийурезу и уменьшению объёма межклеточной жидкости. С другой стороны, отмена прогестерона связана с временным увеличением задержки натрия (снижение натрийуреза, повышение объёма межклеточной жидкости) из-за компенсирующего повышения выработки альдостерона, который борется с блокадой минералокортикоидного рецептора, ранее повышенной уровнем прогестерона.

### Репродуктивная система
Посредством негеномных сигналов прогестерон оказывает ключевое влияние на мужскую сперму во время её миграции по женской репродуктивной системе до начала полового процесса, однако его рецепторы пока остаются неизвестными. Детальная характеристика событий, происходящих в сперматозоидах в ответ на прогестерон, прояснила некоторые события, включая переходные процессы внутриклеточного кальция и поддерживаемые им изменения, медленные колебания кальция, которые, как сейчас считается, возможно, регулируют подвижность. Вырабатывается прогестерон яичниками. Было также показано, что он демонстрирует воздействие на сперматозоиды осьминога.
Прогестерон иногда называют «гормоном беременности», и он имеет много ролей, связанных с развитием плода:
- Прогестерон переводит эндометрий в секреторную стадию, чтобы подготовить матку к имплантации. В то же время прогестерон влияет на эпителий влагалища и слизь шейки матки, делая её густой и непроницаемой для сперматозоидов. Прогестерон обладает антимитогенным действием в эпителиальных клетках эндометрия и уменьшает тропные эффекты эстрогена. Если беременность не произошла, уровень прогестерона уменьшится и произойдёт менструация. Нормальные менструальные кровотечения происходят из-за падения уровня прогестерона. Если овуляция не происходит и жёлтое тело не образовывается, уровень прогестерона может быть низким, приводя к ановуляторным дисфункциональным маточным кровотечениям.
- Во время имплантации и беременности прогестерон, по-видимому, снижает иммунный ответ матери, чтобы позволить организму принять эмбрион.
- Прогестерон снижает сократительную способность гладкой мускулатуры матки. Это способствует предотвращению преждевременных родов.
- Падение уровня прогестерона является одним из возможных этапов, облегчающих начало родов.
- Прогестерон ингибирует лактацию во время беременности. Падение уровня прогестерона после родов является одним из сигналов для начала процесса выработки молока.

Плод метаболизирует плацентарный прогестерон для производства стероидов надпочечников.

### Молочные железы

#### Лобулоальвеолярное развитие
Прогестерон играет важную роль в развитии молочных желёз у женщин. Вместе с пролактином он опосредует лобулоальвеолярное созревание молочных желёз во время беременности, чтобы обеспечить выработку молока и грудное вскармливание потомства после родов. Эстроген стимулирует выработку рецепторов прогестерона в грудной ткани, поэтому прогестерон зависит от эстрогена в активации лобулоальвеолярного развития. Было установлено, что RANKL является критическим промежуточным медиатором вызываемого прогестероном лобулоальвеолярного созревания. Мыши с нокаутом RANKL демонстрируют почти идентичный фенотип молочной железы мышам с нокаутом рецептора прогестерона, включая нормальное развитие протоков молочной железы, но полное отсутствие развития лобулоальвеолярных структур.

#### Развитие протоков
Прогестерон, как было обнаружено, влияет на развитие протоков молочных желёз в гораздо меньшей степени, чем эстроген, который является медиатором развития протоков молочных желёз. Прогестерон опосредует развитие протоков главным образом через индукцию выработки амфирегулина, тот же самый фактор роста, которым эстроген в первую очередь стимулирует выработку медиатора развития протоков.
Результаты исследования на животных предполагают, что, хотя это и не является необходимым для полного развития молочных желёз, прогестерон кажется играет усиливающую и ускоряющую роль в опосредованном эстрогеном развитии молочных протоков.

#### Риск развития рака груди
Прогестерон также, по-видимому, участвует в патофизиологии рака молочной железы, хотя его роль и то, является ли он промоутером или ингибитором развития рака молочной железы, не была полностью выяснена.
В любом случае, хотя большинство синтетических прогестинов, таких как ацетат-медроксипрогестерона, значительно увеличивают риск возникновения рака молочной железы у женщин в период постменопаузы в сочетании с эстрогеном, как компонентом гормонозамещающей терапии. Сочетание этих факторов может привести к повышению риска, обусловленного эффектом стимулирования роста. В то же время комбинация натурального прогестерона (или нетипичного прогестина дидрогестерона) с эстрогеном не увеличивает риск рака молочной железы.

### Здоровье кожи
В коже обнаружены как эстрогеновые, так и прогестероновые рецепторы, включая кератиноциты и фибробласты. В менопаузе и после неё, понижение уровня женских половых гормонов приводит к атрофии, истончению, и возрастанию числа морщин на коже и также к уменьшению её эластичности и прочности. Эти изменения кожи ускоряют старение кожи и являются результатом понижения содержания коллагена, нарушений морфологии эпидермальных клеток кожи, понижения основного вещества кожных волокон, и редукции капилляров и кровотока. Кожа становится сухой во время менопаузы, что происходит из-за пониженного увлажнения и производства кожных липидов (себума). Наряду с хронологическим старением и фотостарением, дефицит эстрогена в менопаузе является одним из трех основных факторов, которые в основном влияют на старение кожи.
Заместительная гормональная терапия, состоящая из систематического лечения только эстрогеном или его сочетанием с прогестероном, оказывала подтверждённые значительные положительные эффекты на кожу у женщин в период постменопаузы. Эти улучшения включают повышение содержания кожного коллагена, плотности и эластичности, а также увлажнения и производства кожных липидов. Было установлено, что местное применение эстрогена также оказывает благоприятное воздействие на кожу. Вдобавок, исследования выявили, что крем с 2 % содержанием прогестерона значительно повысил эластичность кожи и её прочность, а также заметно снизил число морщин у женщин в периоды пред- и постменопаузы.

### Сексуальность

#### Сексуальное влечение
Прогестерон и его нейростероидный активный метаболит аллопрегнанолон, по-видимому, играют важную роль в формировании либидо у женщин.

#### Гомосексуальность
Доктор Диана Флейшман из Портсмутского университета и коллеги искали связь между прогестероном и сексуальными отношениями у 92 женщин. Их исследование, опубликованное в Архиве сексуального поведения, показало, что женщины с более высоким уровнем прогестерона получили более высокие баллы в анкете, измеряющей гомоэротическую мотивацию. Они также обнаружили, что мужчины с высоким уровнем прогестерона с большей вероятностью имели более высокие показатели гомоэротической мотивации после аффилиативного прайминга по сравнению с мужчинами с низким уровнем прогестерона.

### Нервная система
Прогестерон, как прегненолон и дегидроэпиандростерон (DHEA), принадлежит к важной группе эндогенных стероидов, называемых нейростероидами. Он может быть синтезирован во всех частях центральной нервной системы и также служить предшественником для другого важного нейростероида, аллопрегнанолона.
Нейростероиды являются нейромодуляторами, обладают нейрозащитным, нейрогенным действием и регулируют нейротрансмиссию и миелинизацию. Эффекты прогестерона как нейростероида опосредуются преимущественно через его взаимодействия с неядерными прогестероновыми рецепторами, а именно с mPR и PGRMC1, а также с некоторыми другими рецепторами, такими как рецепторы σ1 и nACh.

### Повреждения мозга
Предыдущие исследования показали, что прогестерон поддерживает нормальное развитие нейронов в мозге и что гормон оказывает защитное воздействие на поврежденные ткани мозга. В моделях для животных было замечено, что самки снижают восприимчивость к травматическим повреждениям головного мозга и было высказано предположение, что этот защитный эффект вызван повышенными уровнями циркулирующих эстрогенов и прогестерона у женщин.

#### Предполагаемый механизм
Механизм защитного действия прогестерона может заключаться в уменьшении воспаления, которое возникает после травмы головного мозга и кровоизлияния.
Ущерб, нанесенный черепно-мозговой травмой (ЧМТ), как полагают, частично вызван массовой деполяризацией, ведущей к эксайтотоксичности. Одним из способов, которым прогестерон помогает частично уменьшить эту эксайтотоксичность, является блокирование зависимых от напряжения кальциевых каналов, запускающих высвобождение нейромедиаторов. Это достигается путем манипулирования сигнальными путями факторов транскрипции, участвующих в этом высвобождении. Другой метод снижения эксайтотоксичности — повышающая регуляция ГАМКА, широко распространенного ингибирующего рецептора нейротрансмиттера.
Также было показано, что прогестерон предотвращает апоптоз нейронов, частое последствие травм головного мозга. Это достигается путем ингибирования ферментов, участвующих в пути апоптоза, специфически касающихся митохондрий, таких как активированная каспаза 3 и цитохром c.
Прогестерон не только помогает предотвратить дальнейшие повреждения, но и, как было показано, помогает в нейрорегенерации. Одно из серьёзных последствий черепно-мозговой травмы — отёк. Исследования на животных показывают, что лечение прогестероном приводит к снижению уровня отёка за счет увеличения концентрации макрофагов и микроглий, отправляемых в поврежденную ткань. Это наблюдалось в виде уменьшения утечки через гематоэнцефалический барьер при вторичном восстановлении у крыс, получавших прогестерон. Кроме того, прогестерон обладает антиоксидантными свойствами, снижая концентрацию активных форм кислорода. Другим способом, которым прогестерон способствует регенерации, является увеличение циркуляции эндотелиальных клеток-предшественников в головном мозге. Это помогает новой сосудистой сети разрастаться вокруг рубцовой ткани, что помогает восстановить поврежденную область.

### Зависимость
Прогестерон улучшает функцию рецепторов серотонина в мозгу, поэтому избыток или дефицит прогестерона может привести к значительным нейрохимическим проблемам. Это объясняет, почему некоторые люди прибегают к веществам, усиливающим серотониновую активность, таким как никотин, алкоголь и каннабис, когда их уровень прогестерона падает ниже оптимального.
- Половые различия в уровнях гормонов могут побудить женщин реагировать на никотин иначе, чем мужчины. Когда женщины проходят циклические изменения или различные фазы гормонального перехода (менопауза, беременность, подростковый возраст), Есть изменения в их уровнях прогестерона. Таким образом, женщины имеют повышенную биологическую уязвимость для усиливающих эффектов никотина по сравнению с мужчинами, и прогестерон может быть использован для противодействия этой повышенной уязвимости. Эта информация поддерживает идею о том, что прогестерон может влиять на поведение.
- Как и никотин, кокаин также увеличивает выброс дофамина в мозг. Нейромедиатор участвует в работе центра наград и является одним из главных нейромедиаторов, связанных со злоупотреблением психоактивными веществами и зависимостью от них. В исследовании, проведенном с участием потребителей кокаина, сообщалось, что прогестерон снижает тягу и чувство возбуждения от кокаина. Таким образом, прогестерон был предложен как средство, уменьшающее тягу к кокаину за счет снижения дофаминергических свойств препарата.

### В обществе
Среди женщин, высокий уровень прогестерона коррелирует с низким уровнем конкурентоспособности.

### Другие эффекты
- Прогестерон также влияет на эластичность кожи и прочность костей, на дыхание, нервные ткани и женскую сексуальность, а присутствие прогестероновых рецепторов в определённых мышечных и жировых тканях может указывать на его роль в половом диморфизме.
- Считается, что во время беременности прогестерон снижает раздражительность матки.
- Во время беременности прогестерон помогает подавить иммунный ответ матери на антигены плода, что предотвращает отторжение плода.
- Прогестерон повышает уровень эпидермального фактора роста-1 (EGF-1), фактора, который часто используется для индукции пролиферации и поддержания культур стволовых клеток.
- Прогестерон увеличивает внутреннюю температуру (термогенную функцию) во время овуляции.
- Прогестерон уменьшает спазм и расслабляет гладкие мышцы. Расширяются бронхи и регулируется мокрота. (прогестероновые рецепторы широко присутствуют в подслизистой ткани.)
- Прогестерон действует как противовоспалительный агент и регулирует иммунный ответ.
- Прогестерон снижает активность желчного пузыря.
- Прогестерон нормализует свертываемость крови и тонус сосудов, уровни цинка и меди, уровень кислорода в клетках и использование жировых запасов для получения энергии.
- Прогестерон может повлиять на здоровье дёсен, увеличивая риск гингивита (воспаления дёсен).
- Прогестерон, по-видимому, предотвращает рак эндометрия (вовлекающий слизистую оболочку матки), регулируя действие эстрогена.
- Прогестерон играет важную роль в сигнализации выделения инсулина и функции поджелудочной железы и может влиять на восприимчивость к диабету или гестационному диабету.

## Биохимия

### Биосинтез
У млекопитающих прогестерон, как и все другие стероидные гормоны, синтезируется из прегненолона, который в свою очередь получен из холестерина.
Холестерин подвергается двойному окислению для производства 22R-гидроксихолестерола, а затем 20α,22R-дигидроксихолестерола. Этот вицинальный диол затем дополнительно окисляется с потерей боковой цепи, начиная с позиции C22 для производства прегненолона. Эта реакция каталицирована цитохромом P450scc.
Преобразование прегненолона в прогестерон происходит в два этапа. Во-первых, 3β-гидроксильная группа окисляется до кето-группы, а во-вторых, двойная связь перемещается в C4, от C5 через реакцию таутомеризации кето/енол. Эта реакция катализируется 3β-гидроксистероиддегидрогеназой / δ5-4-изомеразой.
Прогестерон, в свою очередь, является предшественником минералокортикоидного альдостерона, а после преобразования в 17α-гидроксипрогестерон — кортизола и андростендиона. Андростендион может быть преобразован в тестостерон, эстрон и эстрадиол, что подчеркивает критическую роль прогестерона в синтезе тестостерона.
Прегненолон и прогестерон могут быть также синтезированы с помощью дрожжей.
Во время менструального цикла яичниками женщин выделяется примерно 25 мг прогестерона в день, в то время как надпочечники вырабатывают примерно 1 мг прогестерона в день.

### Транспорт
Прогестерон широко связывается с белками плазмы, включая альбумин (50-54 %) и транскортин (43-48 %). Аффинность к альбумину и прогестероновому рецептору близка.

### Метаболизм
Метаболизм прогестерона происходит очень быстро, и обширно, и происходит в основном в печени, хотя ферменты, метаболизирующие прогестерон, также широко распространены в головном мозге, коже и различных других внепеченочных тканях. Период полувыведения прогестерона в сердечно-сосудистой системе составляет всего около 5 минут. Метаболизм прогестерона сложен, и при пероральном приеме он может образовывать до 35 различных неконъюгированных метаболитов. Прогестерон очень чувствителен к ферментативному восстановлению с помощью редуктаз и гидроксистероиддегидрогеназ из-за его двойной связи (между положениями C4 и C5) и двух его кетонов (в положениях C3 и C20).
Основным метаболическим путем прогестерона является восстановление с помощью 5α-редуктазы и 5β-редуктазы до дигидрированного 5α-дигидропрогестерона и 5β-дигидропрогестерона соответственно. За этим следует дальнейшее восстановление этих метаболитов с помощью Зα-гидроксистероидной дегидрогеназы и 3β-гидроксистероидной дегидрогеназы в тетрагидрогенадный аллопрегнанолон, прегнанолон, изопрегнанолон и эпипренанголон. Впоследствии 20α-гидроксистероидные дегидрогеназы и 20β-гидроксистероидные дегидрогеназы уменьшают эти метаболиты до образования соответствующих гексагидрогенизированных прегнанедиолов (всего восемь различных изомеров), которые затем конъюгируются посредством глюкуронизации и / или сульфатирования, высвобождаются из печени в кровоток и выводятся почками с мочой. Основным метаболитом прогестерона в моче является Зα,5β,20α-изомер глюкуронида прегнандиола, который, как было установлено, составляет от 15 до 30 % инъекции прогестерона. Другие метаболиты прогестерона, образованные ферментами этого пути, включают 3α-дигидропрогестерон, 3β-дигидропрогестерон, 20α-дигидропрогестерон и 20β-дигидропрогестерон, а также различные комбинированные продукты ферментов, помимо уже упомянутых. Прогестерон также может быть сначала гидроксилирован (см. ниже), а затем уменьшен. Эндогенный прогестерон метаболизируется примерно на 50 % в 5α-дигидропрогестерон в жёлтом теле, 35 % в 3β-дигидропрогестерон в печени, и 10 % в 20α-дигидропрогестерон.
Относительно небольшие части прогестерона гидроксилируются с помощью 17α-гидроксилазы (CYP17A1) и 21-гидроксилазы (CYP21A2) до 17α-гидроксипрогестерона и 11-дезоксикортикостерона (21-гидроксипрогестерона) соответственно, а прегнанетриолы образуются в процессе вторичной 17α-гидроксилации. Ещё меньшее количество прогестерона может быть гидроксилировано через 11β-гидроксилазу (CYP11B1) и в меньшей степени через альдостеронсинтазу (CYP11B2) в 11β-гидроксипрогестерон. Кроме того, прогестерон может быть гидроксилирован в печени другими ферментами цитохрома P450, которые не являются стероидными. 6β-Гидроксилирование, катализируемое главным образом CYP3A4, является основным преобразованием и отвечает за приблизительно 70 % цитохромного метаболизма прогестерона P450. Другие пути включают 6α-, 16α-и 16β-гидроксилирование. Однако лечение женщин кетоконазолом, сильным ингибитором CYP3A4, оказало минимальное влияние на уровень прогестерона, вызвав лишь небольшое и незначительное повышение, и это предполагает, что ферменты цитохрома P450 играют лишь небольшую роль в метаболизме прогестерона.

### Уровни
У женщин уровень прогестерона относительно низок во время преовуляторной фазы менструального цикла, растёт после овуляции и повышен во время лютеиновой фазы, как показано на диаграмме ниже. Уровни прогестерона, как правило, менее 2 нг/мл до овуляции и более 5 нг/мл после овуляции. При наступлении беременности, выделяется хорионический гонадотропин для поддержания жёлтого тела, что позволяяет поддерживать уровень прогестерона. Между 7 и 9 неделями прогестерон начинает вырабатывать плацента вместо жёлтого тела, этот процесс называется лютеино-плацентарным сдвигом.
После лютеино-плацентарного сдвига уровень прогестерона начинает расти дальше и может достигать 100—200 нг / мл при доношенной беременности. Вопрос о том, имеет ли значение снижение уровня прогестерона для начала родов, обсуждается, возможно оно является видоспецифичным. После выхода плаценты и во время кормления грудью уровень прогестерона очень низкий.
Уровень прогестерона низок у детей и женщин в постклимактерический период. Взрослые мужчины имеют уровни, аналогичные уровням у женщин во время фолликулярной фазы менструального цикла.
Различные патологии влияют на уровень прогестерона в плазме. Повышение уровня наблюдается при хорионэпителиоме яичника, пузырном заносе, кисте theca luteina, врождённой гиперплазии коры надпочечников и липоидной опухоли яичников. Понижение — при эклампсии, дисфункции яичников, гипогонадизме, внутриутробной гибели плода или угрожающем выкидыше.
Нормальный уровень прогестерона в фолликулярную фазу — 1—3 нмоль/л, предовуляторный подъём — 4—6 нмоль/л, лютеальную фазу — 20—80 нмоль/л. В ходе беременности концентрация может увеличиваться до 100—300 нг/мл.

### Диапазоны
Результаты анализа крови всегда должны интерпретироваться с использованием эталонных диапазонов, представленных лабораторией, проводившей анализ. Примеры контрольных диапазонов приведены ниже.
| Тип персоны                                    | Референсные диапазоны     | Референсные диапазоны     | Референсные диапазоны     |
| ---------------------------------------------- | ------------------------- | ------------------------- | ------------------------- |
| Тип персоны                                    | Нижний лимит              | Верхний лимит             | Единицы                   |
| Женщины — менструальный цикл                   | (смотрите диаграмму выше) | (смотрите диаграмму выше) | (смотрите диаграмму выше) |
| Женщины в постменопаузе                        | <0.2                      | 1                         | нг/мЛ                     |
| Женщины в постменопаузе                        | <0.6                      | 3                         | нмол/Л                    |
| Женщины, принимающие пероральные контрацептивы | 0.34                      | 0.92                      | нг/мЛ                     |
| Женщины, принимающие пероральные контрацептивы | 1.1                       | 2.9                       | нмол/Л                    |
| Мужчины ≥16 лет                                | 0.27                      | 0.9                       | нг/мЛ                     |
| Мужчины ≥16 лет                                | 0.86                      | 2.9                       | нмол/Л                    |
| Девочки или мальчики 1-9 лет                   | 0.1                       | 4.1 или 4.5               | нг/мЛ                     |
| Девочки или мальчики 1-9 лет                   | 0.3                       | 13                        | нмол/Л                    |

### Выработка

#### Животные
Прогестерон в больших количествах вырабатывается с начала полового созревания до менопаузы в яичниках (желтым телом), а также в меньших количествах надпочечниками после появления адренархе как у самцов, так и у самок. В меньшей степени прогестерон вырабатывается в нервной ткани, особенно в головном мозге, а также в адипозной (жировой) ткани.
Во время беременности у человека все большее количество прогестерона вырабатывается яичниками и плацентой. Вначале источником является жёлтое тело, которое было «спасено» присутствием хорионического гонадотропина человека (ХГЧ) из концептуса. Однако после 8-й недели выработка прогестерона переходит на плаценту. Плацента использует материнский холестерин в качестве исходного субстрата, и большая часть продуцируемого прогестерона поступает в материнское кровообращение, но некоторое количество улавливается кровообращением плода и используется в качестве субстрата для кортикостероидов плода. Во время донашивания плацента вырабатывает около 250 мг прогестерона в день.
Дополнительным животным источником прогестерона являются молочные продукты. После употребления молочных продуктов уровень биодоступного прогестерона повышается.

## Медицинское использование
Прогестерон используют в качестве лекарства. Он используется в сочетании с эстрогенами в основном при гормональной терапии симптомов менопаузы и низкого уровня половых гормонов у женщин. Он также используется женщинами для поддержки беременности и фертильности и для лечения гинекологических заболеваний. Доказано, что прогестерон не предотвращает выкидыш у женщин. Его применение показано исключительно в трёх случаях : • Если беременность наступила в результате ЭКО. • Если есть укорочение шейки матки (< 25 мм в сроке беременности 16-24 недели). • Если были преждевременные роды в предыдущую беременность (терапия начинается с 16-24 недель). Во всех остальных случаях применение гормонального препарата может дать негативные последствия. Прогестерон можно принимать через рот, через влагалище и с помощью инъекций в мышцы или жир, а также другими способами.